# Dicklippige Meeräsche
Die Dicklippige Meeräsche (Chelon labrosus) ist eine Art der Meeräschen, die im Nordostatlantik, der Nordsee, der westlichen und südlichen Ostsee sowie dem Mittelmeer anzutreffen ist.

## Merkmale
Die Dicklippige Meeräsche hat einen für die Meeräschen charakteristischen langgestreckten, spindelförmigen Körper und erreicht eine Körperlänge bis maximal 80 Zentimeter. Der oberseits abgeflachte Kopf besitzt ein Maul mit der für diese Art charakteristischen vergrößerten Oberlippe, die mit feinen Ausstülpungen (Papillen) versehen ist. Der Rücken ist dunkelgrau bis blau, die Flanken sind silbergrau gefärbt und besitzt 4 bis 5 dunkle Längsstreifen.
Meeräschen besitzen zwei Rückenflossen, die erste hat 4 harte Flossenstrahlen und die zweite einen harten und 8 bis 9 weiche, die Afterflosse 3 harte und 9 bis 10 weiche Flossenstrahlen. Die Bauchflossen sind brustständig.

## Verbreitung
Die Dicklippige Meeräsche ist im nordöstlichen Atlantik von Norwegen, der Nordsee und Großbritannien sowie der westlichen und südlichen Ostsee bis nach Westafrika im Bereich des Senegal sowie um die Kapverdischen und Kanarischen Inseln sowie im Mittelmeer anzutreffen.

## Lebensweise
Meeräschen leben als ausgesprochene Schwarmfische im küstennahen Bereich, wobei sie gelegentlich auch in Lagunen und Flussmündungen eindringen. Sie sind dabei im Sommer vor allem im Bereich der Oberfläche anzutreffen und weiden bodennah Aufwuchsalgen und Wirbellose ab. Im Winter ziehen sie sich in tiefere Schichten zurück und stellen die Nahrungsaufnahme weitestgehend ein.
Die Laichzeit fällt im Mittelmeer in den Winter und in nördlicheren Gebieten in das Frühjahr. Die Eier werden in das Freiwasser abgegeben und schweben aufgrund von eingelagerten Öltröpfchen im Oberflächenwasser. Das Lebensalter dieser Art kann bis zu 9 Jahre betragen.

## Bedeutung für den Menschen
Meeräschen sind beliebte Speisefische, die im offenen Meer gefangen und auch in Aquakultur gehalten werden.

## Belege
1. 1 2 3 4 5  Andreas Vilcinskas: Fische – Mitteleuropäische Süßwasserarten und Meeresfische der Nord- und Ostsee. BLV Verlagsgesellschaft, München 2000; S. 142. ISBN 3-405-15848-6.
2. 1 2  Dicklippige Meeräsche auf Fishbase.org (englisch)